# Adenanthos cuneatus
Adenanthos cuneatus är en tvåhjärtbladig växtart som beskrevs av Jacques-Julien Houtou de La Billardière. Adenanthos cuneatus ingår i släktet Adenanthos och familjen Proteaceae. Inga underarter finns listade i Catalogue of Life.